# Schloss Darfeld

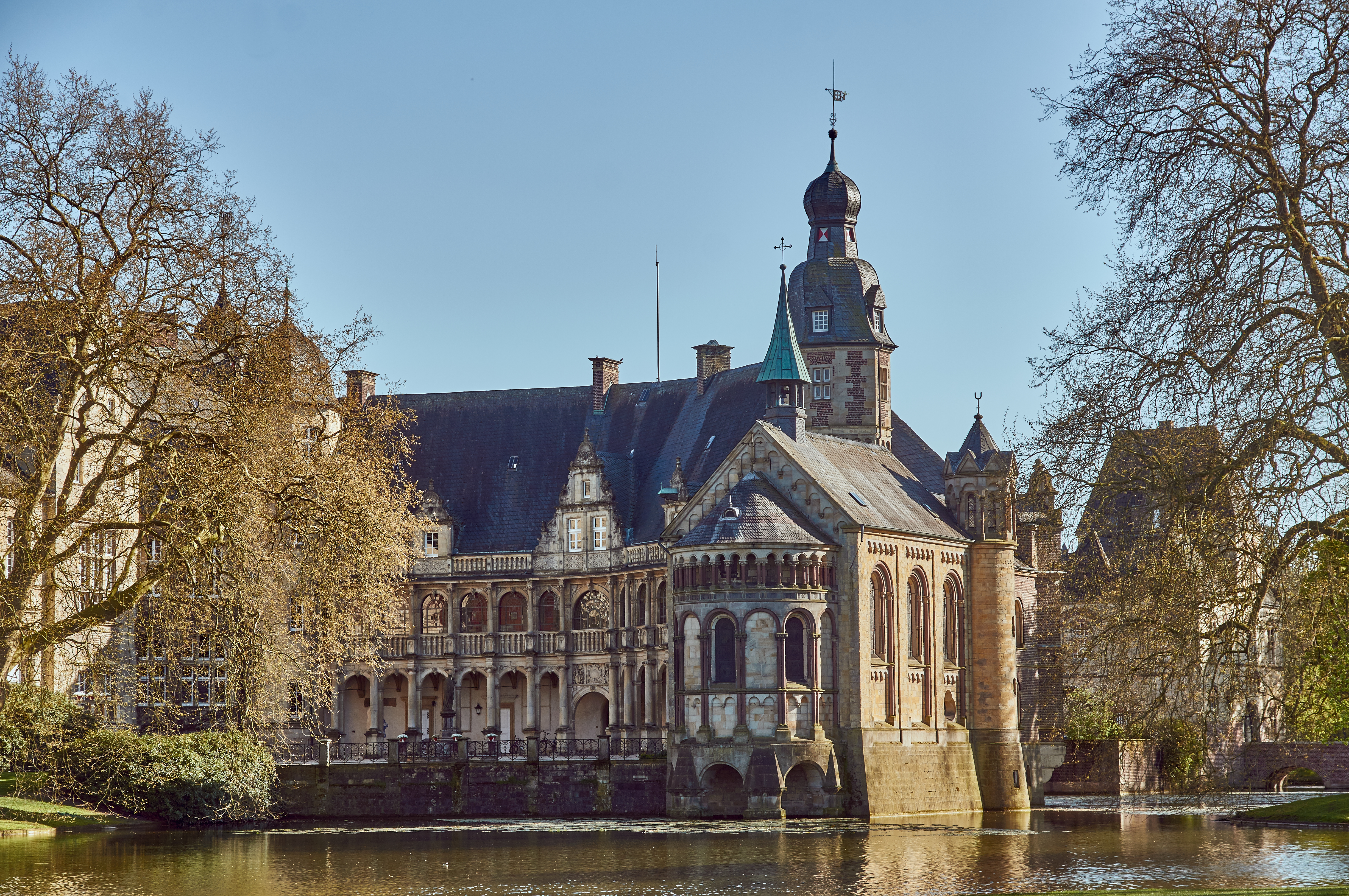
Schloss Darfeld

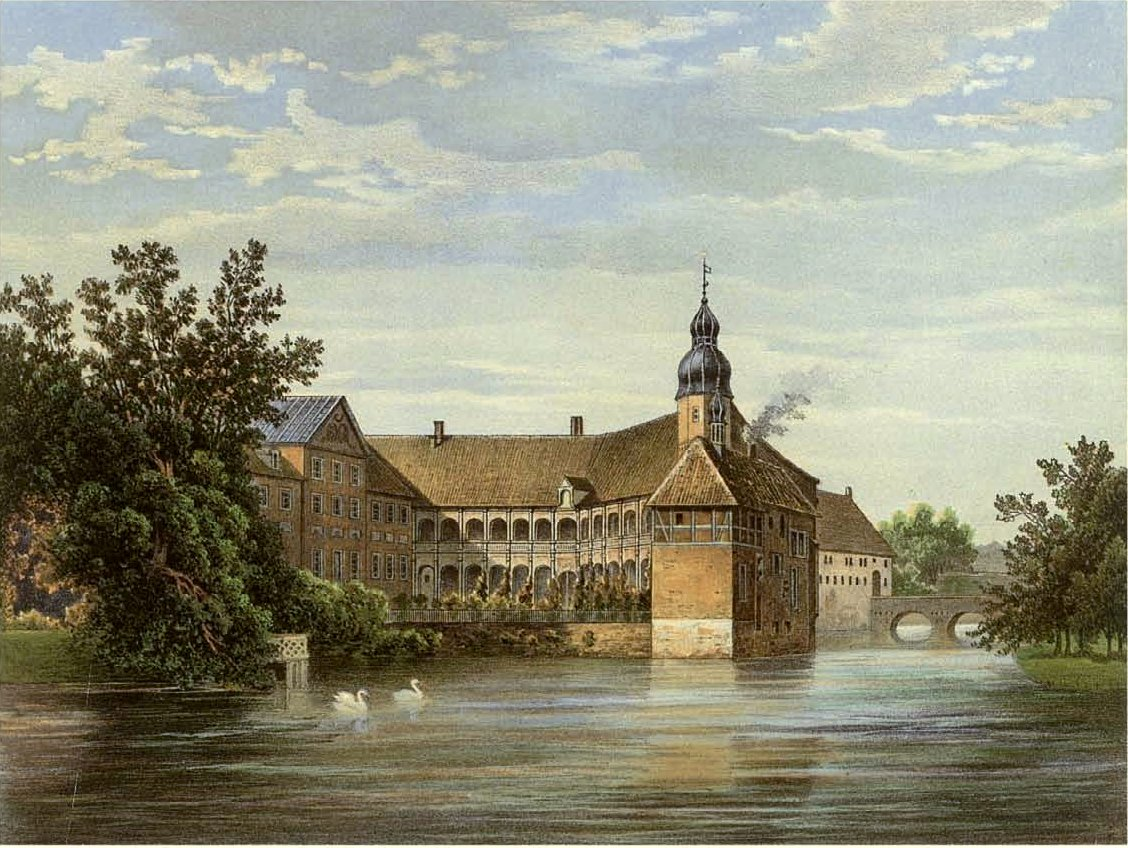
Schloss Darfeld um 1860, Sammlung Alexander Duncker

Das Schloss Darfeld (auch Haus Darfeld oder Wasserschloss Darfeld) ist ein Gutshaus, ehemaliger Rittersitz, ehemaliger Amtssitz und Baudenkmal in der Bauerschaft Netter bei dem Dorf Darfeld in der Gemeinde Rosendahl, Kreis Coesfeld, Nordrhein-Westfalen, auf 95 m Meereshöhe.
Es wurde nach einem Brand am 15. Oktober 1899 schwer beschädigt und in den Jahren 1902–1904 in der heutigen Form wieder aufgebaut. Aus der Bauzeit 1612–1618 ist vor allem die manieristische Fassade zum Innenhof erhalten.
Das Wasserschloss wird bis heute privat bewohnt. Eine Besichtigung sämtlicher Gebäude und Anlagen ist nicht möglich.

## Besitzer
Erste Besitzer und wohl auch Gründer der Anlage sollen die Ritter von Darfeld, die in der Zeit von 1092 bis 1290 urkundlich belegt sind und Ministerialen des Hochstifts Münster waren, gewesen sein. Da das Haus Darfeld aber weit außerhalb des Dorfes Darfeld liegt und es für die Zeit vor 1500 keinerlei Belege gibt, ist dies nicht gesichert. Die älteren Ritter könnten ebenso in dem Dorf angesiedelt gewesen sein.
1553 besaß die Adelsfamilie von Vörden das Anwesen. Jobst von Vörden ließ als erster ein Schloss an dieser Stelle erbauen, über dessen Gestaltung keine Erkenntnisse vorliegen. Sein Nachfolger Johann Heinrich, der Domscholaster in Münster geworden war, verkaufte 1651 das Gut an den Grafen Adrian von Flodorf.
Graf Adrian von Flodorf stand persönlich im Streit mit dem Bischof von Münster, Christoph Bernhard von Galen. Dieser Streit wirkte sich sogar negativ auf die politischen Beziehungen des Hochstifts Münster zu den Vereinigten Niederlanden aus. Wegen dieser Gegensätze und weil der Graf den Kaufpreis nicht zahlen wollte, fiel Schloss Darfeld zunächst an den Verkäufer zurück. 1659 besaß Christoph Bernhard als Lehnsherr das Schloss. Doch erst 1679 schloss der Hauptmann Dietrich Ludolf von Galen zu Ermelinghof einen abschließenden Vergleich mit Flodorf.
1680 erwarb der Dombursar Goswin Droste zu Vischering, nachdem er bereits nach und nach die Rentenbriefe über das Gut angekauft hatte, das Gut endgültig. Nach dessen Tod gelangte es 1690 an die Stammlinie der für die Geschichte des Bistums Münster sehr bedeutsamen Familie Droste zu Vischering, Erbdrosten des Fürstbistums, die es bald zu ihrem Hauptsitz machte.

## Beschreibung

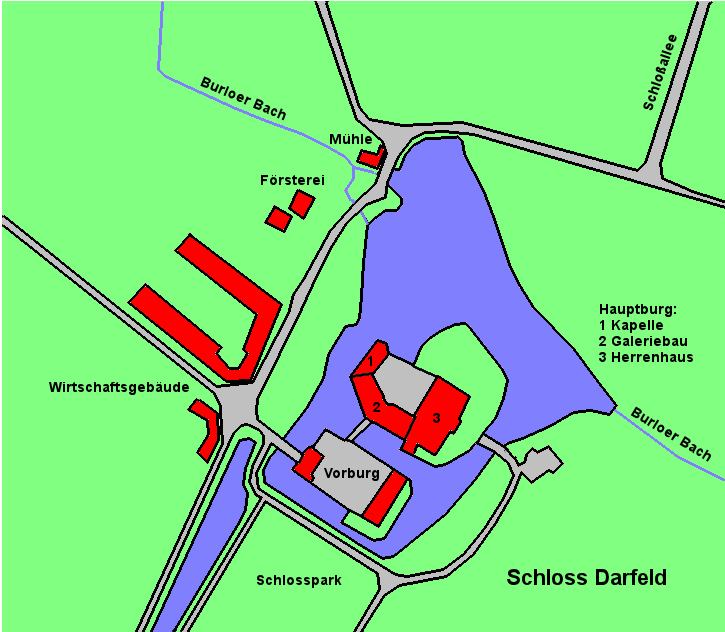
Lageplan

Die Schlossanlage besteht aus der Hauptburg und einer Vorburg. Beide liegen auf Inseln in einer Gräfte, die durch den Aufstau des Burloer Baches entstand. An der Staustelle wurde wohl gleichzeitig mit der Gründung der Anlage eine Wassermühle errichtet, deren Nachfolgebau noch heute (2012) an gleicher Stelle steht. Die Hauptburg ist über zwei Brücken auf dem Weg über die Vorburg erschlossen. Die Lage in einem Wassergraben diente ebenso der Verteidigung wie die Anlage einer Vorburg, die ursprünglich die Aufgaben eines Zwingers erfüllte. Dieses Konzept hat starke Ähnlichkeit mit der Anlage des 17 km nördlich gelegenen Schlosses Burgsteinfurt. Die ursprünglichen Wehrbauten auf den Inseln sind durch den Bau repräsentativer Wohnbauten nahezu vollständig verschwunden. Einzig der starke Eckturm kann als Rest eines Wehrturms angesehen werden.
Außerhalb der Gräfte liegen zwei symmetrisch auf die Zufahrt zur Vorburg ausgerichtete Wirtschaftsgebäude. An das nördliche schließen ein Fachwerkhaus mit einem Dielentor, die alte Försterei und die Mühle an. Südlich entwickelt sich der Schlosspark, der in einen Forst überleitet.

### Hauptburg
Die Hauptburg umgibt auf drei Seiten einen Innenhof, auch Arkadenhof genannt, und besteht aus dem Herrenhaus, dem Galeriebau und der Kapelle.

#### Herrenhaus
Das Herrenhaus wurde nach dem Brand von 1899 von dem Architekten Hermann Schaedtler 1902–1904 wieder errichtet. Wie viele seiner Werke hat er auch dieses im Baustil der Neorenaissance entworfen. Von dem älteren Vorgängerbau übernahm er Elemente der Gestaltung und einige Bauteile, insbesondere den äußeren Eckturm im Südwesten. Ein 1904 zusätzlich angebauter Querflügel, der das Haus nördlich abschloss, wurde 1968 wieder abgebrochen.

#### Galeriebau

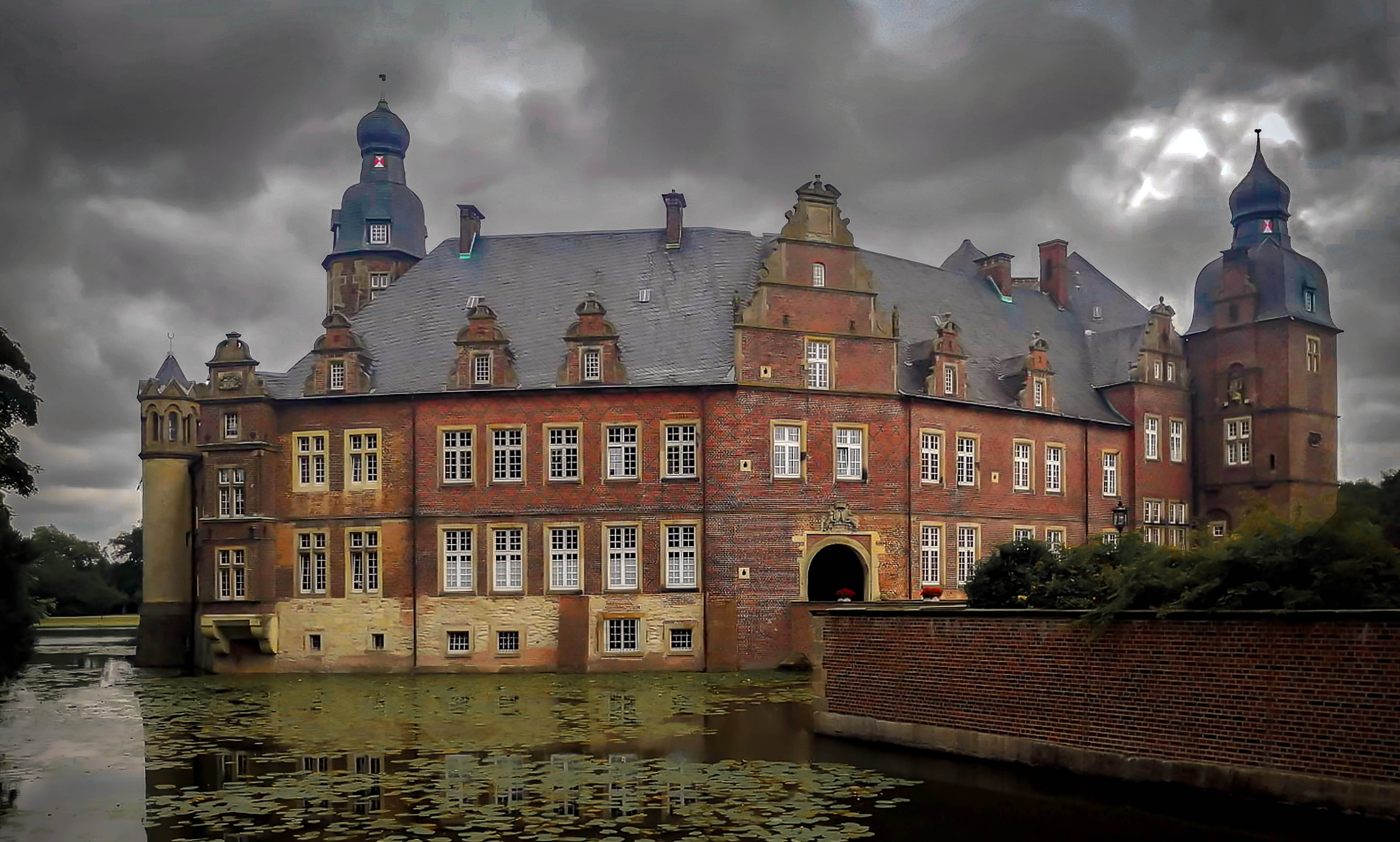
Galeriebau (Südseite des Schlosses)

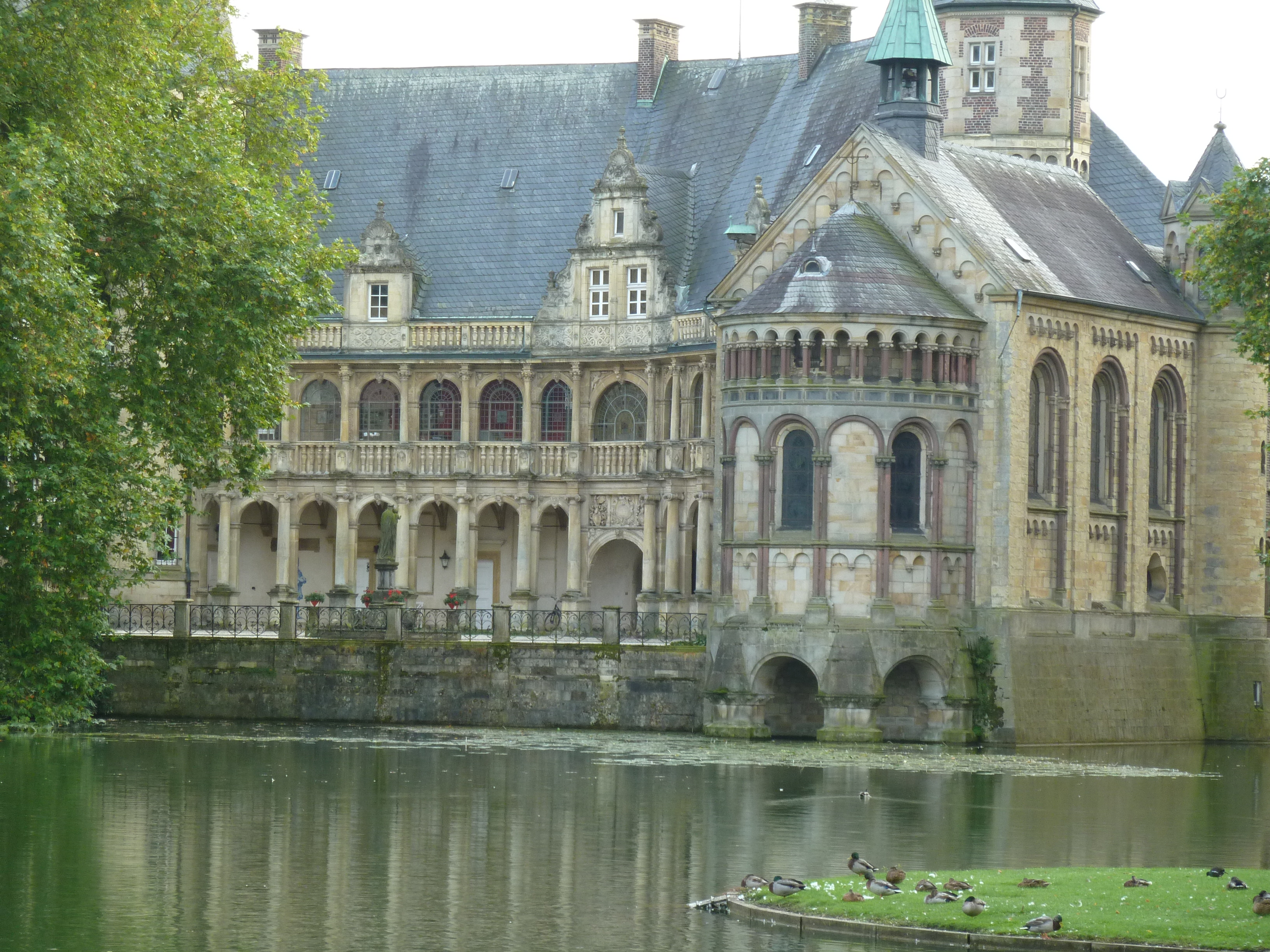
Arkadenhof und Kapelle (rechts)

Der Galeriebau wurde 1612 von Gerhard Gröninger begonnen und 1618 beendet, wie aus einer Inschrift an der Tordurchfahrt im Arkadenhof hervorgeht. Der Bau wurde jedoch nicht von ihm vollendet, da in einem Gerichtsverfahren mit dem Bauherrn Jobst von Vörden erhebliche Mängel hinsichtlich der Funktion, der künstlerischen Gestaltung und bautechnischen Ausführung festgestellt wurden. Es wird nicht ausgeschlossen, dass – wie früher angenommen – der Bau ursprünglich als Teil einer achteckigen Anlage um einen Innenhof herum konzipiert war, wie der stumpfwinklige Grundriss nahelegt. Jedoch wird nunmehr eher von der Absicht ausgegangen, einen Seitenflügel des Herrenhauses als Verbindung zu anderen Bauten auf der Hauptburg zu errichten.
Der zweigeschossige Bau ist eine Rekonstruktion des Vorgängerbaues, die jedoch von dem Architekten im Detail aufwendiger ausgestaltet wurde. Von dem älteren Bauwerk waren noch die Front zum Innenhof aus Baumberger Sandstein mit der gewölbten Laube im Erdgeschoss und dem Treppenturm im Winkel zum Flügel mit der Kapelle ebenso wie der Mittelteil der südlichen Außenwand mit dem Tor, dem Rahmen für die Zugbrücke und dem Wappen erhalten geblieben und wurden von Schaedtler in den Neubau integriert.
Die Fassade zum Innenhof ist noch aus dem Bau von 1618 erhalten und besteht aus zwei übereinander gestellten Arkaden, die untere höhere mit Säulen mit ionischen Kapitellen, die obere zierlichere mit korinthischen. Die Vorlage der Säulen betont die Pfeiler der Bögen, wie man es bereits in dem Entwurf einer Hausfassade von Jacques Ducerceau aus dem Jahr 1534 finden kann. Die mittlere Achse mit der Tordurchfahrt ist breiter als die übrigen, aber von zwei schmaleren flankiert. Hier finden sich Spitzbögen; die übrigen Bögen sind Rundbögen. Die scheinbar abgleitenden Schlusssteine tragen Puttenköpfe, ebenso wie die Bogenzwickel.
Insgesamt ist das Obergeschoss aufwendiger verziert als das Erdgeschoss. Dort stehen die zierlicheren Säulen mit größerem Abstand vor den Bogenpfeilern, die mit Beschlagwerk besetzt sind. Die hohen Postamente der Säulen sind im Erdgeschoss glatt, tragen im Obergeschoss aber an der Frontseite Masken, an den anderen Seiten Beschlagwerk.
Die Zwerchgiebel und die Balustrade im Dachbereich wurden erst nach 1899 hinzugefügt. Die Verglasung im Obergeschoss ist ebenso beim Wiederaufbau vorgenommen worden.

#### Kapelle
Die Kapelle ist durch einen kurzen Zwischenbau an den Galeriebau angebunden. Sie ist dem Hl. Antonius von Padua geweiht und wurde von Hilger Hertel d. Ä. im Jahr 1873 im Stil der Neuromanik als Ersatz für einen Vorgängerbau aus Fachwerk erbaut. Dem Saalbau aus Sandstein wurde eine halbrunde Apsis angebaut. Die Innenausstattung aus der Bauzeit ist geschlossen erhalten.

### Vorburg

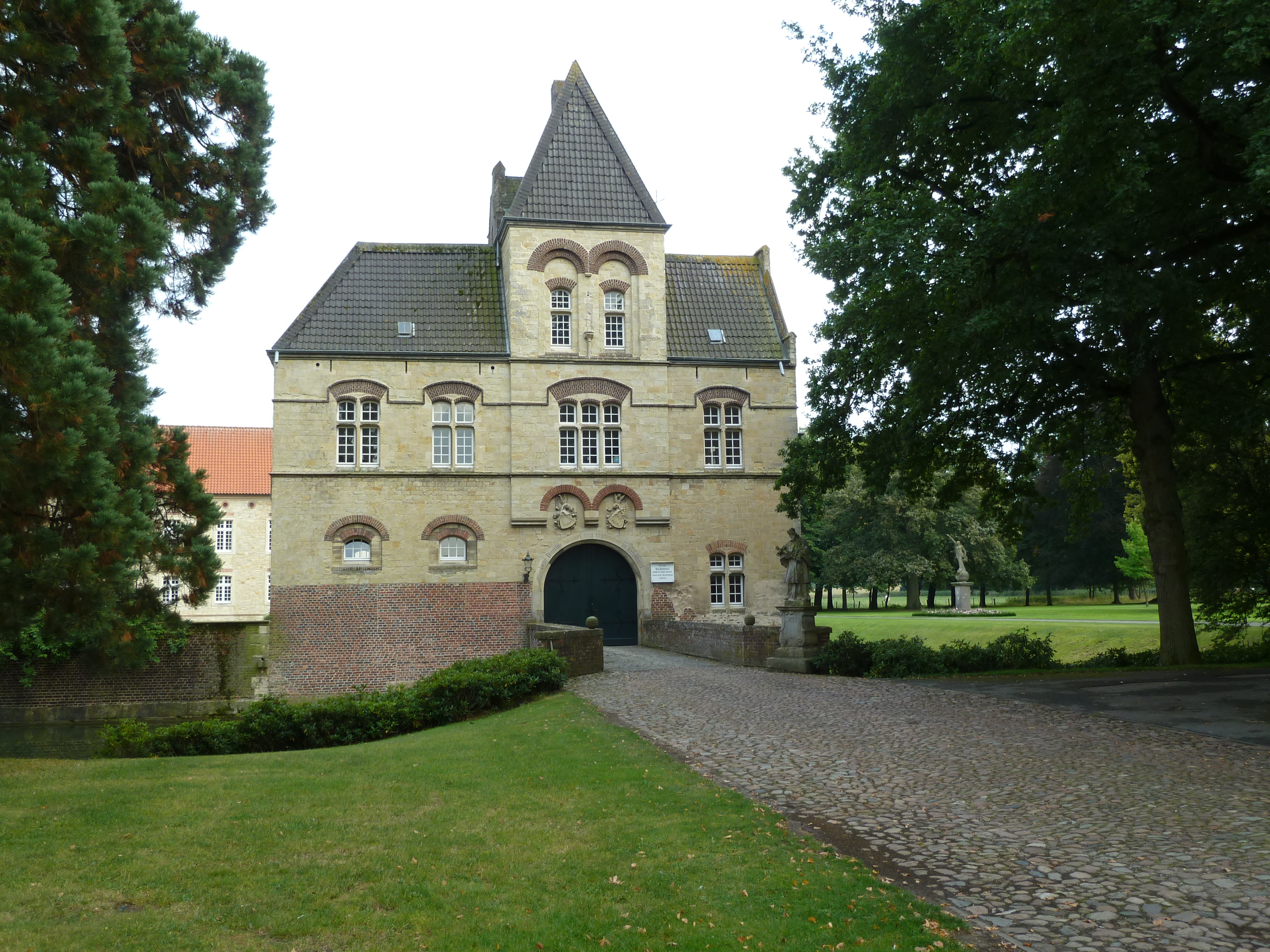
Torhaus der Vorburg

Auf der Vorburg befinden sich zwei in Sandstein erbaute, zweigeschossige Gebäude, die die Insel im Westen und Osten begrenzen. Die Fassade des 1867 erbauten Torhauses ist durch teilweise doppelt ausgeführte Rund- und Segmentbögen in Backstein gegliedert. Über der Tordurchfahrt stehen links das Wappen der Droste zu Vischering, rechts der Familie von Galen. Auf dem Bogen der Tordurchfahrt befindet sich eine lateinische Inschrift: „In te Domine speravi, non confundar in aeternum“ (letzter Satz des Te Deum).

### Nebengebäude

#### Wirtschaftsgebäude

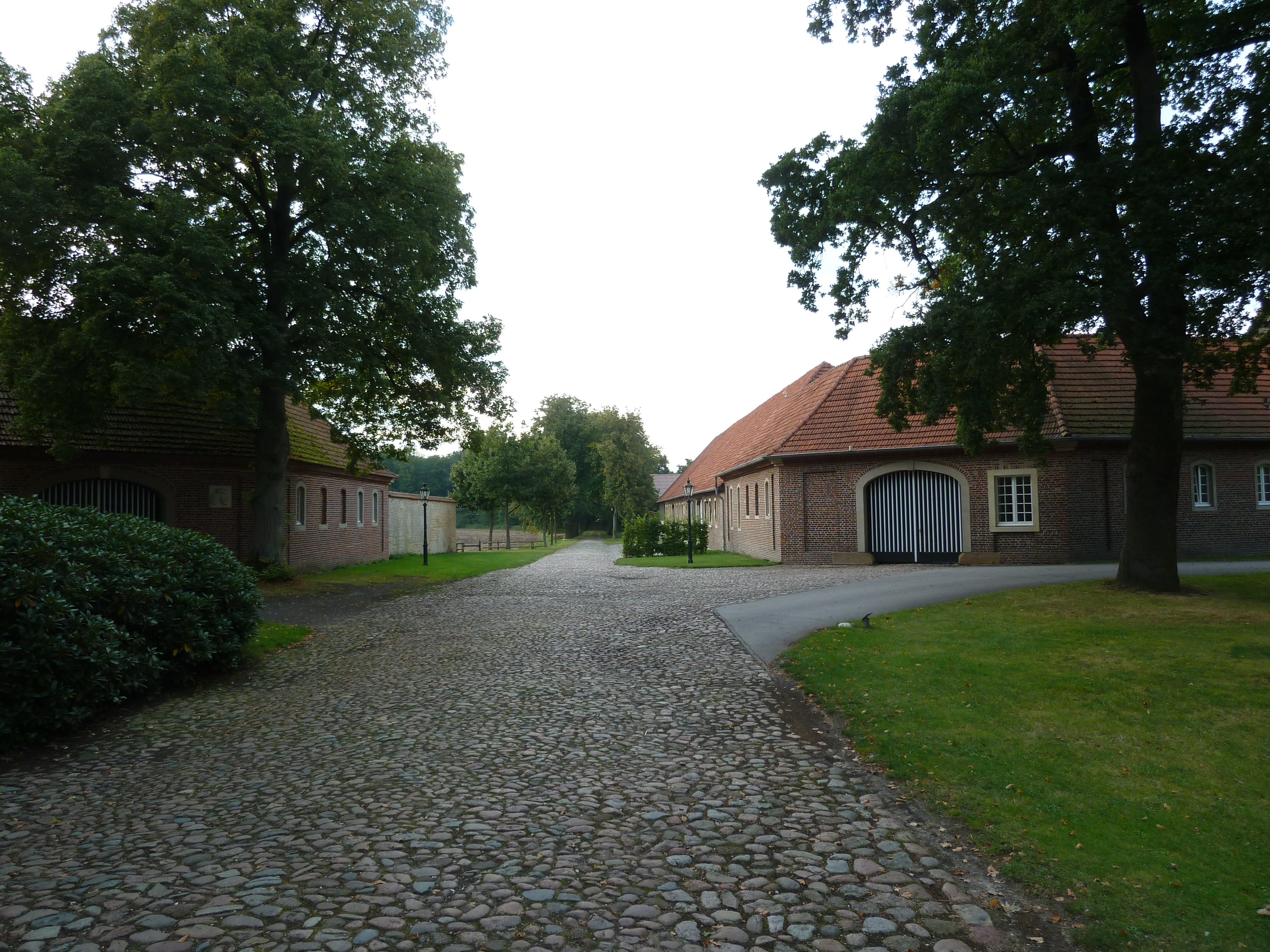
Wirtschaftsgebäude

Sie stammen aus dem 18. Jahrhundert; die Zuschreibung an Johann Conrad Schlaun ist unsicher, liegt jedoch nahe. Die Gebäude dienten und dienen – umgebaut – überwiegend Zwecken der Landwirtschaft und Forstwirtschaft. Die Gebäude werden wirtschaftlich und privat genutzt.
Die Wassermühle am Nordende des Teiches wurde vielfach umgebaut und wird heute (2020) nicht mehr als solche genutzt. Ein Wasserrad ist noch vorhanden und, Stand Mai 2023, in Betrieb.

#### Wohnhäuser

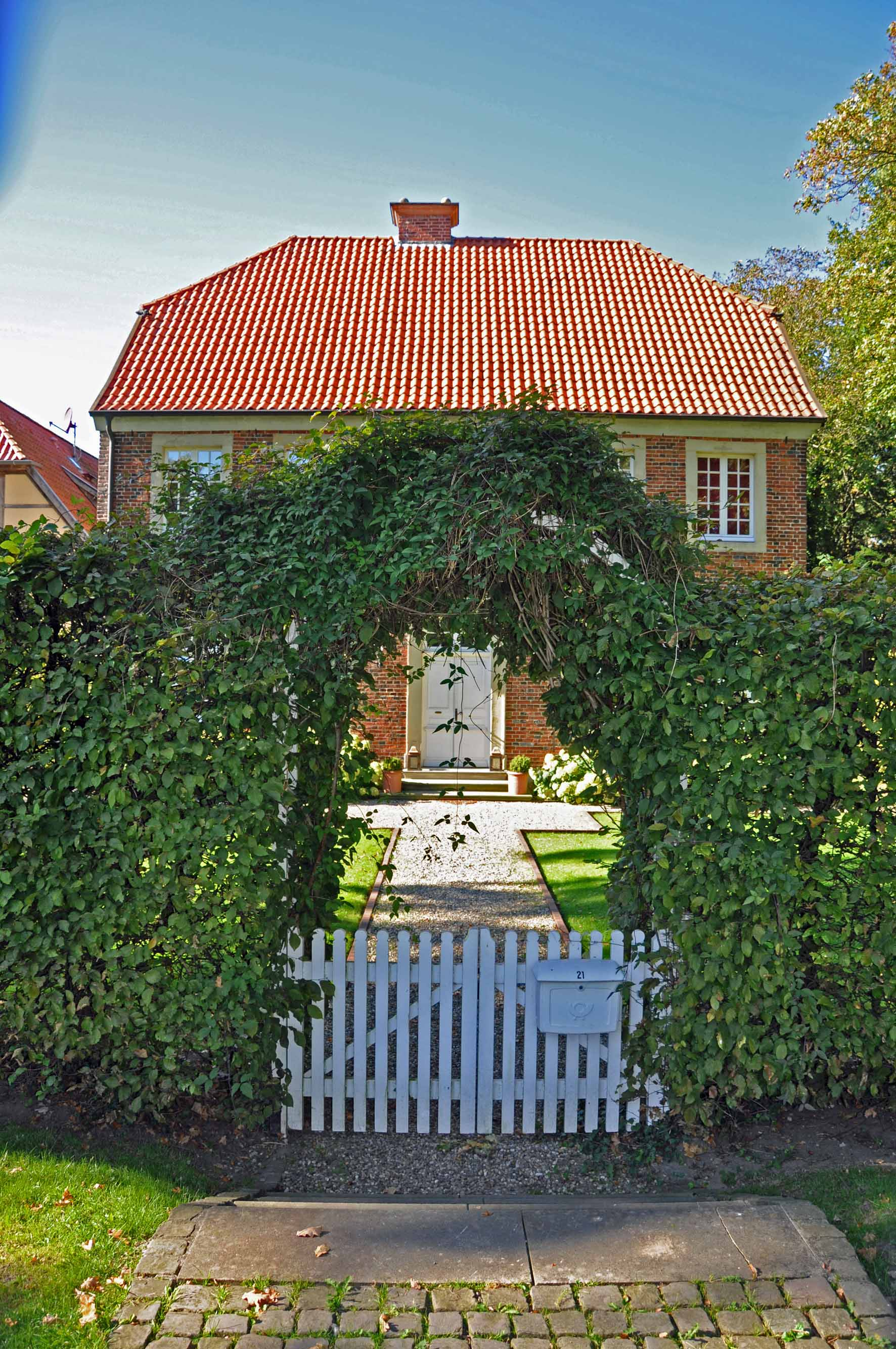
Alte Försterei

An den Hof des großen Wirtschaftsgebäudes ist ein giebelständiger Vierständerbau aus Fachwerk mit einem Dielentor angebaut, der ebenfalls aus dem 18. Jahrhundert stammt. Gleich nebenan befindet sich die traufenständige alte Försterei, ein Backsteinbau des 18. Jahrhunderts. Sie diente zeitweilig als Vikarie und wird heute privat bewohnt.

### Schlosspark

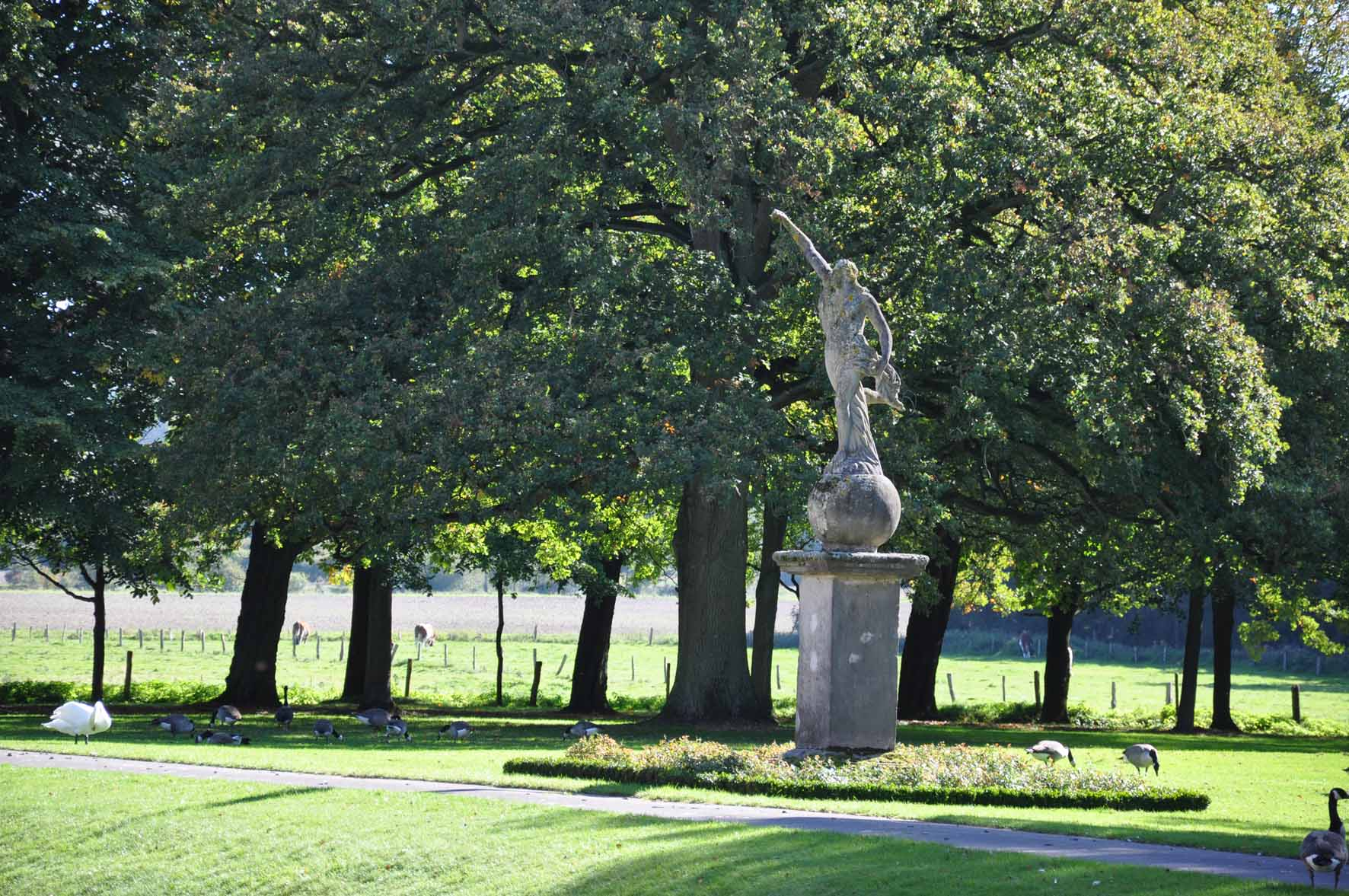
Barocke Skulptur im Schlosspark

Südlich der Vorburg liegt der Schlosspark mit angrenzendem Forst. Er ist ein Landschaftsgarten, der weitläufig angelegt ist, mit Teichen, die teilweise eine Insel umschließen, und einem Baumhügel sowie einem aus Hainbuchen gebildeten Laubengang, der vermutlich aus der zweiten Hälfte des 19. Jahrhunderts stammt. Von der vorausgegangenen barocken Anlage sind noch einige Skulpturen erhalten.

## Funktion
Das Schloss Darfeld erfüllte in den verschiedenen Zeitabschnitten folgende Funktionen:
- ca. 1050–1550
  - Sitz des Grundherrn der Grundherrschaft Haus Darfeld mit ca. 5 Eigenbehörigen
- ca. 1550–1690
  - landtagsfähiges Rittergut des Hochstifts Münster
  - Sitz des Grundherrn der Grundherrschaft Haus Darfeld
- 1690 bis 1802
  - Sitz des Grundherrn der Grundherrschaften Haus Darfeld, Haus Asbeck usw. (siehe Besitzliste unten bei dem Archiv)
  - landtagsfähiges Rittergut des Hochstifts Münster
  - Amtssitz des Erbdrosten des Hochstifts Münster
  - Amtssitz des Amtsdrosten der Ämter Ahaus und Horstmar des Hochstifts Münster
  - Wohnsitz der Familie Droste zu Vischering
- 1802–1830
  - Wohnsitz der Familie Droste zu Vischering
- 1830–1886
  - Wohnsitz der Familie Droste zu Vischering
  - Rittergut der Provinz Westfalen
- 1887–1942
  - Wohnsitz der Familie Droste zu Vischering
- 1942–1963
  - Nutzung für Zwecke der Wehrmacht, als Kinderheim, Waisenhaus, für Zwecke der Besatzungsmacht, als Unterkunft für Vertriebene (teilw. bis 1968)
- 1961 Sterbeort Franz von Galens (Helene von Galen, verheiratete Droste zu Vischering, war eine jüngere Schwester des Vaters von Franz und Clemens August Graf von Galen)
- seit 1963
  - vom Eigentümer privat bewohnt

## Touristik
Mit dem Schloss Burgsteinfurt teilt es den Charakter einer ursprünglichen Wehranlage auf zwei Inseln mit repräsentativen Wohnbauten des Adels.
Wie viele andere Schlösser der Region ist Schloss Darfeld heute (2012) in Privatbesitz und wird bewohnt. Daher ist die Anlage nur von außen aus der Ferne über die Teichanlage hinweg zu besichtigen; der Schlosspark ist nicht öffentlich zugänglich. Führungen werden nicht angeboten, Parkmöglichkeiten für Fahrräder oder Autos sind am Schloss nicht gegeben.